# Combat de la Ribassais
Chouannerie
Batailles
Le combat de La Ribassais a lieu le 11 août 1795, pendant la Chouannerie.

## Déroulement
Ce combat est rapporté dans les mémoires de l'officier chouan Toussaint du Breil de Pontbriand qui le place à la date du 11 août 1795,,. D'après son récit, l'affrontement débute lorsqu'une troupe de 500 à 600 républicains surprend les chouans de la colonne Centre qui sont alors dispersés dans plusieurs villages de Parigné et du Châtellier,,. Leur chef, Aimé Picquet du Boisguy, se trouve presque seul au village de la Bataillère, qui est le premier attaqué,,. Il parvient cependant à s'échapper et à rejoindre une partie de ses compagnies qui se rassemblent de toutes parts,,. Les chouans lancent ensuite une contre-attaque en arborant leur drapeau pour la première fois,,. Les républicains prennent position dans le village de la Ribassais, au nord-est du Châtellier, où ils accueillent les chouans par une vive fusillade,,. Ces derniers soutiennent d'abord le feu avec désavantage, mais ils reçoivent bientôt les renforts d'autres compagnies, ce qui gonfle leur nombre,,. Massés sur la grande route, les républicains sont progressivement enveloppés sur leurs ailes,,. Du Boisguy lance alors un assaut qui les met en déroute et les fuyards sont poursuivis jusqu'à Fougères,,.

## Pertes
D'après Toussaint du Breil de Pontbriand, les républicains perdent 200 hommes dans ce combat, tandis que les chouans ont cinq hommes tués et huit blessés,.